# UCI-Trial-Weltmeisterschaften/Senioren und Elite
Die Trial-Wettkämpfe für Senioren und Elite wurden in den Anfangsjahren der UCI-Trial-Weltmeisterschaften ausgetragen. Als höchste Wettkampf-Klasse galt in den ersten beiden Jahren die der Senioren, anschließend die Elite.

## Hintergründe und Entwicklung
Als die Trial-Weltmeisterschaften 1986 erstmals ausgetragen wurden, gab es eine Senioren-Klasse für Fahrer ab 19 Jahren sowie mehrere Klassen für Kinder und Jugendliche. Aus den Senioren sowie den Altersklassen von 13 bis 18 Jahren wurde noch ein Gesamtklassement gebildet, auch Scratch genannt. Das Gesamtklassement wird von der UCI nicht als WM-Kategorie genannt, als Weltmeister wurde der Sieger bei den Senioren angesehen. Zugelassen waren Fahrräder mit einem Mindest-Raddurchmesser von 20 Zoll.
Ab 1988 wurde das Gesamtklassement durch eine Elite-Kategorie ersetzt, der die besten Fahrer mehrerer Altersklassen angehörten. Die Senioren-Kategorie existierte weiter, galt aber nicht mehr als höchste Klasse. 1990 und 1991 gab es auch Wettbewerbe für Frauen.
1995 traten wichtige Regeländerungen in Kraft. Die Senioren-Kategorie wurde abgeschafft und die Elite-Kategorie nunmehr, wie im übrigen Radsport, altersbezogen definiert. Zudem wurden die Elite-Wettbewerbe in eine 20-Zoll- und eine 26-Zoll-Klasse aufgeteilt.

## Senioren
Die Senioren waren die Klasse ab 19 Jahren. Ihr Wettbewerb galt 1986 und 1987 als die höchste Wettbewerbs-Klasse, nach Einführung der Elite-Kategorie fuhren die besten Fahrer dort. Für 1992, nach Abspaltung der BikeTrial International Union, sind keine Ergebnisse bekannt. Mit Einführung der heute üblichen, altersbezogenen Elite-Kategorie verschwand der Wettbewerb.
| Jahr | Austragungsort           | Gold                     | Silber                   | Bronze                   |
| ---- | ------------------------ | ------------------------ | ------------------------ | ------------------------ |
| 1986 | mehrere Läufe            | Daniel Crosset           | Hansjörg Rey             | Bruno Evrard             |
| 1987 | mehrere Läufe            | Daniel Crosset           | Bruno Evrard             | Miguel Lorenzo           |
| 1988 | mehrere Läufe            | Hans Kempter             | Narcís Pujol             | Daniel Wenger            |
| 1989 | mehrere Läufe            | Andreas Kromer           | Paulo Marques            | Luca Monateri            |
| 1990 | mehrere Läufe            | Paulo Marques            | Joël Gavillet            | Arnd Röhm                |
| 1991 | mehrere Läufe            | Vlastimil Tlašek         | Joël Gavillet            | Arnd Röhm                |
| 1992 | keine Ergebnisse bekannt | keine Ergebnisse bekannt | keine Ergebnisse bekannt | keine Ergebnisse bekannt |
| 1993 | Val-d’Isère              | Luis Paolo Marques       | Arnd Röhm                | Christopher Noelle       |
| 1994 | Zafra                    | Radek Šeliga             | Rafael Cano              | Christopher Noelle       |

## Elite
Die Elite-Kategorie wurde 1988 eingeführt und ersetzte die Senioren-Kategorie als höchstrangigen Wettbewerb. Bei ihrer Gründung bestand sie aus den 15 besten Fahrern im Gesamtklassement des Vorjahres. 1995 wurde sie durch die gleichnamige, aber altersbezogene Elite-Kategorie abgelöst, die bis heute im Radsport allgemein üblich ist. Zugleich wurde der Wettbewerb in zwei Nachfolge-Wettbewerbe aufgeteilt, mit 20-Zoll-Rädern und mit 26-Zoll-Rädern.
| Jahr | Austragungsort | Gold           | Silber           | Bronze            |
| ---- | -------------- | -------------- | ---------------- | ----------------- |
| 1988 | mehrere Läufe  | Josep Ribera   | Ot Pi            | Christophe Winand |
| 1989 | mehrere Läufe  | Ot Pi          | Gerd Merkel      | Josef Dressler    |
| 1990 | mehrere Läufe  | Ot Pi          | Josef Dressler   | Christophe Winand |
| 1991 | mehrere Läufe  | Ot Pi          | Josef Dressler   | Libor Karas       |
| 1992 | Lorca          | Alfonso Mendez | Marc Terricabres | Javier Calleja    |
| 1993 | Val-d’Isère    | Joël Gavillet  | Stephan Schlie   | Alfonso Mendez    |
| 1994 | Zafra          | Jesús Hurtado  | Alfonso Mendez   | Stephan Schlie    |

## Medaillenspiegel
Die folgende Tabelle fasst die beiden oben aufgeführten Wettbewerbe zusammen.
| Platz  | Land             | Gold | Silber | Bronze | Gesamt |
| ------ | ---------------- | ---- | ------ | ------ | ------ |
| 1      | Spanien          | 6    | 5      | 3      | 14     |
| 2      | Deutschland      | 3    | 4      | 5      | 12     |
| 3      | Belgien          | 2    | 1      | 3      | 6      |
| 4      | Schweiz          | 1    | 3      | 1      | 5      |
| 5      | Tschechoslowakei | 1    | 2      | 2      | 5      |
| 6      | Portugal         | 1    | 0      | 0      | 1      |
| 6      | Tschechien       | 1    | 0      | 0      | 1      |
| 8      | Italien          | 0    | 0      | 1      | 1      |
| Gesamt | Gesamt           | 15   | 15     | 15     | 45     |